# シャカ・サイン

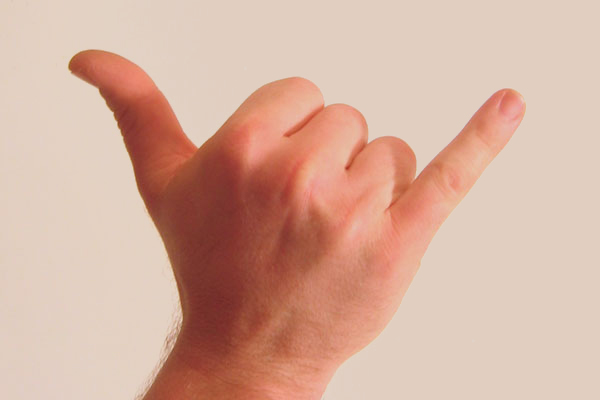
シャカ・サイン

シャカ・サイン (英:Shaka sign) は、ハワイなどで使われる挨拶のジェスチャーの一つ。

## 概要

### 動作
親指と小指を立たせ、人差し指から薬指までの三指は握り拳にして掌を自分側(もしくは相手側)に向ける。
また、そのまま自分の顔の真横に添えることで拳を受話器に見立て、電話のジェスチャーに使われる場合もある。

### アスキーアート
- \m/
- lml

## 指文字
- アメリカ指文字:「Y」
- 日本指文字:「や」